# Oronzo
Oronzo  è un nome proprio di persona italiano maschile.

## Varianti
- Maschili: Oronzio[1][2][3]
  - Alterati: Oronzino[2]
- Femminili: Oronza[2][3], Oronzia[3]
  - Alterati: Oronzina[2]

### Varianti in altre lingue
- Catalano: Oronci[4]
- Francese: Oronce
- Latino: Orontius[1][5]
- Russo: Оронций (Oroncij)
- Spagnolo: Oroncio[4]

## Origine e diffusione
Continua, tramite la più arcaica forma italiana "Oronzio", il nome latino Orontius, attestato solo a partire dall'epoca cristiana. Secondo alcune interpretazioni, Orontius potrebbe essere una forma alterata del nome Arontius; altre fonti invece lo considerano un derivato, in forma aggettivale o come gentilizio, dal nome dell'Oronte, un fiume della Siria (quindi "dell'Oronte", "relativo all'Oronte"). 
Il nome del fiume (in greco ΄Ορόντης, Oróntes), che venne portato anche da alcuni personaggi mitologici e da diversi re della dinastia armena degli Orontidi, è di origine fortemente dubbia. Storicamente, già ai tempi dei greci, erano diffusi accostamenti paretimologici, ad esempio a ὄρνυμι (órnumi, "slanciarsi", "muoversi velocemente") o ad ὄρος (óros, "montagna"); l'origine, tuttavia, è molto probabilmente iranica, forse riconducibile all'avestico aurwand- ("prode", "eroe").
È concentrato principalmente nel sud della Puglia, dove riflette il culto, di origine cinquecentesca, verso sant'Oronzo, patrono di numerose città e paesi del Salento.

## Onomastico
L'onomastico può essere festeggiato in memoria di più santi, alle date seguenti:
- 22 gennaio, sant'Oronzo, missionario e martire con i santi Vittorio e Vincenzo a Puigcerdà[1][4][6]
- 26 agosto, sant'Oronzo o Oronzio, vescovo di Lecce e martire[7][8]
- 27 agosto, sant'Aronzio o Oronzio, martire a Potenza sotto Massimiano[9]

## Persone

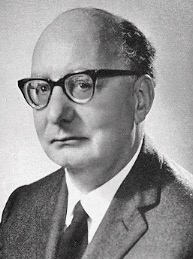
Oronzo Reale

- Oronzo di Lecce, vescovo e santo romano
- Oronzo Abbatecola, pittore, scenografo e scultore italiano
- Oronzo Gabriele Costa, zoologo ed entomologo italiano
- Oronzo Lorusso, generale e aviatore italiano
- Oronzo Pugliese, calciatore e allenatore di calcio italiano
- Oronzo Quarta, magistrato e politico italiano
- Oronzo Reale, politico italiano
- Oronzo Mario Scarano, compositore e direttore d'orchestra italiano
- Oronzo Tiso, pittore italiano
- Oronzo Valentini, giornalista italiano

### Variante Oronzio
- Oronzio De Donno, patriota e politico italiano
- Oronzio De Nora, imprenditore e ingegnere chimico italiano
- Oronzio Fineo, matematico, cartografo e astrologo francese
- Oronzio Massa, generale italiano

## Il nome nelle arti
- Oronzo è il figlio del personaggio Vito Catozzo impersonato in un noto sketch negli anni ottanta da Giorgio Faletti.
- Il Mago Oronzo è un noto personaggio creato dal cabarettista Raul Cremona.
- Oronzo Canà è il protagonista del film del 1984 L'allenatore nel pallone, diretto da Sergio Martino.
- Oronzo E. Marginati è uno pseudonimo utilizzato dallo scrittore e giornalista Luigi Lucatelli.